# Sjabtai Tsvi

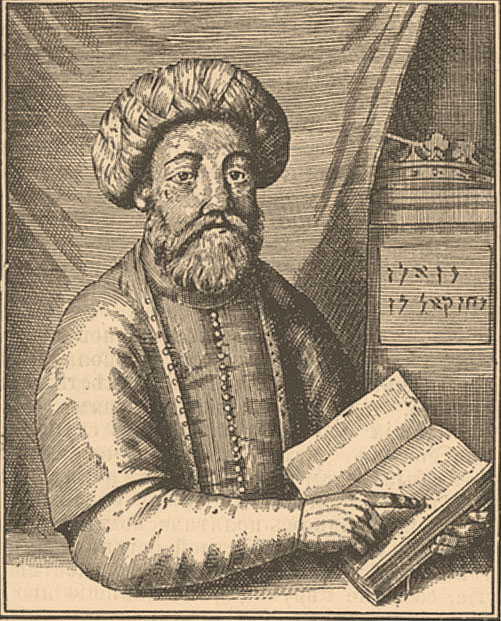
Sjabtai Tsvi

Sjabtai Tsvi (Hebreeuws: שַׁבְּתַי צְבִי) beter bekend als Sabattai Zevi (Smyrna, 23 juli 1626 - Dulcigno, 17 september 1676) was een Sefardische rabbijn en kabbalist. Hij verkondigde dat hij de joodse messias was en kreeg aanvankelijk veel aanhang. 
Tsvi is de grondlegger van zowel de Dönme-groep, die bloeide tijdens het Ottomaanse Rijk en elementen van het jodendom, christendom en de islam omvat, alsook van de beweging van het joodse sabbatianisme.

## Levensbeschrijving
Zijn vader, Mordechai, was een arme poelier in Morea. Later in zijn leven werd hij handelsagent en vergaarde enige rijkdom. Sjabtai Tsvi werd geboren op de 9e Aw, de treurdag om de tempel. Als jonge jongen betoonde hij zich zeer bekwaam in de Talmoed maar verdiepte zich voornamelijk in de Kabbala. Vanaf zijn twintigste had hij afwisselend buien van somberheid en euforie. In zijn sombere buien leefde hij teruggetrokken, in zijn euforie verkeerde hij soms in extase en deed dingen die Moshe verboden had. In 1654 werd hij uit Smyrna verbannen, en zwierf hij door Thracië en Griekenland. Hij werd Saloniki uitgejaagd nadat hij een thorarol tot bruid had genomen. Na een sombere periode die hij in Smyrna doorbracht, bezocht hij in 1662 op waardige wijze Jeruzalem en de heilige plaatsen. Toen hij in Caïro was gaan wonen, kwamen de sombere buien weer terug. Hij trouwde, net als de Bijbelse profeet Hosea met een prostituee. Hij bleef somber en kreeg het gevoel dat hij bezeten was door demonen. In 1665 zocht hij om die reden de rabbijn Natan van Gaza op, die demonen kon uitdrijven. Natan vertelde hem dat hij geen demonen in zich had, maar dat hij de messias was en later dat jaar werd dit publiekelijk bekendgemaakt. In december dat jaar werd hij door grote mensenmassa's als zodanig erkend. In heel Europa heerste messiaanse opwinding. In 1666 verbood de Poolse koning messiaanse demonstraties. Sommige geleerden steunden Sjabtai Tsvi, de meesten hielden zich stil en enkelen namen afstand van hem, bijvoorbeeld de Amsterdamse Jacob Sasportas (1610 - 1698). In 1666 werd Tsvi, inmiddels weer depressief, gearresteerd en gevangengezet in Gallipoli. Volgens Turkse bronnen werd hij verhoord door Mehmet IV. De ondervragers vroegen hem wonderen te verrichten, of hij zou ter dood worden gebracht: geheel ontkleed zou hij boogschutters tot schietschijf dienen. Als hij de pijlen zou doorstaan, zou de Sultan hem tot messias uitroepen. Sjabtai besloot het risico niet te nemen en verliet het verhoor als moslim.
Hoewel Natan hem nog trachtte te steunen, werd hij door een gedesillusioneerde achterban als valse messias afgedaan. Slechts een relatief kleine groep volgelingen bleef hem trouw. Deze aanhangers worden beschouwd als moslims, maar komen in het geheim bij elkaar om te bidden op de wijze die toen gebruikelijk was. In Turkije worden ze gezien als cryptojoden en worden Dönme genoemd. Tegenwoordig wordt hun aantal in Turkije op 30.000 tot 40.000 geschat.
Sjabtai Tsvi stierf op 17 september 1676, Jom Kipoer. Natan van Gaza stierf op 11 januari 1680. Hun dood trok weinig belangstelling.
In Polen vindt de messiaanse beweging van Sjabtai Tsvi haar uitwerking in die van Jakub Frank, een van zijn leerlingen.

## Oorzaken
- Sjabtai Tsvi had in zijn euforische (manische) buien een geweldige overtuigingskracht.
- Er waren in Europa en in het Midden-Oosten grote, afgezonderd levende, gemeenschappen van doorgaans arme joden, die naar de bevrijding door een messias verlangden.
- Er waren in die periode maar weinig joodse denkers van formaat (Rabbi Jehoeda Löw van Praag was een uitzondering; Baruch Spinoza stond te ver van de hoofdstroming af). Sjabtai Tsvi daarentegen had een enorme kennis van de Kabbala en de Zohar.
- 1666 (1000 plus 666) was ook onder christenen een jaar met apocalyptische verwachtingen.

## Gevolgen
- De Messiasverwachting in met name het Rabbijnse jodendom werd op een laag pitje gezet.
- Joodse intellectuelen kregen meer de neiging zich tot de omliggende cultuur te keren, de Verlichting kreeg op deze wijze een joodse tegenhanger: de Haskala.
- Vanuit de joodse massa zou een andere vernieuwingsbeweging opkomen: het chassidisme.